# 이영수 (목사)
이영수(李永壽, 1928년 7월 20일 ~ 1987년 12월 2일)는 대한민국의 장로교(합동) 목회자이다.

## 생애
이영수 목사는 경상북도 봉화군 춘양면 의양리에서 3남 3녀 중 장남으로 출생하였다. 어린 시절 기독교에 입문하여 총회신학원에서 신학을 하였다. 그후 군목으로 입대하여 육군 경리학교에서 제대하였다. 그후 대구봉산교회(현 드림교회) 제6대 담임목사로 부임하였다.대전중앙교회 당회장으로 사역하는동안 총회서기로 활약하였으며 또한 총회신학교 이사장으로 그리고 1984년 한국기독교 100주년기념대회 대회장으로 활동하였다. 그외에도 한국교회 찬송가를 하나로 통일하는 데 리더쉽을 발휘하였으며 대한예수교장로회(합동) 총회서기, 부총회장, 그리고 총회장을 역임하였다. 미국에 총회 미주대회를 설립하는데에도 공헌을 하였으며 1983년에는 중부학원을 설립하였고 이 학교가 1993년에 중부대학교로 발전하였다. 그의 동생인 이영태 목사는 미국연방정부가 미주 남부에 유일하게 인가한 한인설립 미국대학인 남부개혁대학신대원을 설립하였다.

## 참조
1. ↑  “보관된 사본”. 2014년 2월 26일에 원본 문서에서 보존된 문서. 2014년 1월 22일에 확인함.
2. ↑  http://www.dreem.org/
3. ↑  http://www.choongang.or.kr/sub01/sub12.php%5B깨진+링크(과거+내용+찾기)%5D
4. ↑  “보관된 사본”. 2014년 2월 1일에 원본 문서에서 보존된 문서. 2014년 1월 21일에 확인함.
5. ↑  http://www.ikidok.org/ca_opinion/detail.php?aid=1333939594&PHPSESSID=zedsijtgs
6. ↑  “보관된 사본”. 2019년 3월 16일에 원본 문서에서 보존된 문서. 2014년 1월 22일에 확인함.
7. ↑  Seminary, Southern Reformed College &. “남부개혁은 여러분을 환영합니다” (미국 영어). 2019년 5월 2일에 확인함.
8. ↑  “남부개혁대학·신대원 이광진 총장 - 2대 총장 취임 후 제 2의 학교 발전 견인”. 2021년 7월 8일. 2021년 12월 4일에 확인함.

| 전임 한석지 목사 | 제65대 대한예수교장로회(합동) 총회장 1980년 9월 25일 ~ 1981년 9월 24일 | 후임 최성원 목사 |